# كلية الطب بجامعة أبردين
كلية الطب بجامعة أبردين (بالإنجليزية: University of Aberdeen School of Medicine)‏ هي إحدى كليات تعليم الطب في المملكة المتحدة، وهي إحدى مدارس كلية علوم الحياة والطب (بالإنجليزية: College of Life Sciences and Medicine)‏ بجامعة أبردين. تقوم المدرسة بتدريس الطب منذ عام 1495، ويعتبرها البعض أول مدرسة طبية في اسكتلندا، بل وفي الدول الناطقة الناطقة بالإنجليزية على وجه العموم.
تقبل المدرسة 162 طالباً بريطانياً و13 طالباً أجنبياً في العام، وفقاً لقواعد عام 2008.

## من مشاهير الخريجين
- روبرت براون، مكتشف الحركة البراونية
- جون مكليود، الفائز بجائزة نوبل في الطب، وأحد مكتشفي الإنسولين
- السير باتريك مانسون، "أبو طب المناطق الحارة"
- السير ألكسندر أوغستون، مكتشف المكورات العنقودية